# Pothi
Pothi signifie en punjabi: livre, et dans le sikhisme ce terme est utilisé généralement pour désigner un livre contenant des écrits des Gurus fondateurs de cette religion, des gurbanis, ou des louanges. Le mot pothi vient du sanskrit pustaka; pothi est aussi utilisé dans le maithili, le bhojpuri et le marathi, des langues du sous-continent indien. Dans le livre saint des sikhs, le Guru Granth Sahib, le mot pothi est utilisé pour parler de livres sacrés hindous; pour les livres mulsulmans, le mot kateb ou Coran sont employés.